# Кандоши
Кандоши (Candoshi-Shapra) — один из индейских языков Перу, является изолятом. Число носителей — около 3 000 человек, проживающих на северо-западе региона Лорето, вдоль рек Чапули, Пастаса и Морона. Выделяют 2 диалекта: чапара (шапра) и кандоаши. Возможно родство с аравакскими языками, однако, определённо не родственен хиварским языкам.
Имеет довольно прочные позиции, официальный статус в районе использования. Около 89 % носителей также владеют испанским. Характерный порядок слов — SOV.

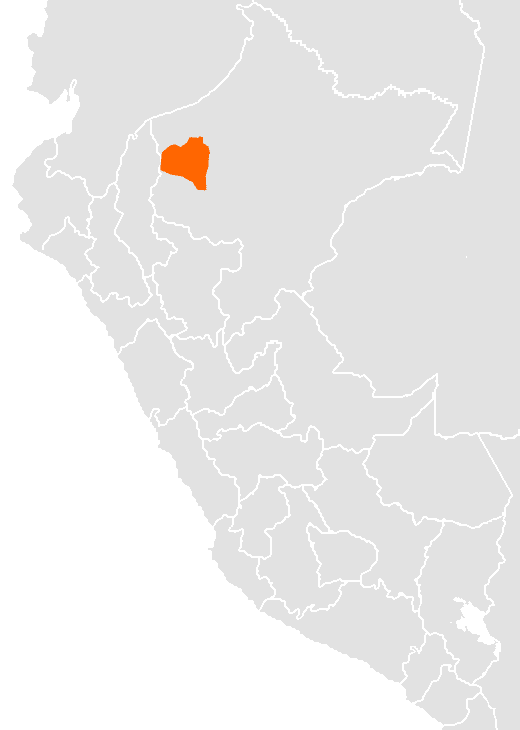
Район распространения языка